# 미국의 베라크루스 점령
미국의 베라크루즈 점령(스페인어: Ocupación estadounidense de Veracruz de 1914)는 1914년 4월 21일, 미국이 멕시코 혁명의 와중 베라크루스를 6개월가량 점령한 사건이다. 이는 멕시코의 반혁명 세력이었고 당시 대통령이었던 빅토리아노 우에르타의 군대가 독일의 무기를 공수 받는 것을 저지하기 위해 당시 미국 대통령 우드로 윌슨이 명령한 작전이었다. 이 사건을 계기로 멕시코와 미국 간의 외교 간계는 차갑게 식고 말았다.

## 같이 보기
- 미국의 해외 개입
- 멕시코 혁명
- 빅토리아노 우에르타